# Jezuïetenklooster (Maastricht, Bredestraat)
Het Jezuïetenklooster aan de Bredestraat, ook wel Eerste of Oude Jezuïetenklooster, was de eerste vestiging van de Sociëteit van Jezus in de Nederlandse stad Maastricht. Na de opheffing van de orde in 1773, vestigden zich de jezuïeten in 1853 opnieuw in Maastricht, het Tweede Jezuïetenklooster of Canisianum. Van het eerste klooster resteert de sterk verbouwde kloosterkerk (de huidige Bonbonnière) en een kloostervleugel aan het zogenaamde Jezuïetenhofje, en daarnaast diverse andere gebouwen op het kloosterterrein, grotendeels daterend van na het vertrek van de orde. Acht van deze gebouwen zijn rijksmonumenten.

## Geschiedenis
De eerste vestiging van de jezuïeten in Maastricht was een direct gevolg van de Reformatie. Al in 1547 waren de paters Cornelis Vishaven en Antonius Vinck er actief als predikers in de geest van de Contrareformatie en het Concilie van Trente. De beeldenstorm vond in Maastricht relatief laat plaats, in het najaar van 1566 (waarschijnlijk in navolging van Gent en Antwerpen). Nog in hetzelfde jaar haalde de Luikse bisschop Gerard van Groesbeek de jezuïet Hendrik Denijs naar Maastricht, ter bestrijding van de ketterij. Denijs verwierf door zijn felle, aansprekende preken de titel "apostel van Maastricht". In 1570, een jaar voor zijn dood, werd pauselijke toestemming verkregen om een jezuïetenklooster te vestigen in Maastricht. In mei 1574 ging de Maastrichtse raad akkoord met de oprichting van een college, een instelling voor middelbaar onderwijs. Een jaar later ging het jezuïetencollege van start, eerst in een huis aan de Lenculenstraat, in hetzelfde jaar nog in twee huizen aan het Onze Lieve Vrouweplein ("De Guldenboom" en "De Stalen Poort", thans Onze Lieve Vrouweplein 29). Aanvankelijk werden de kostschoolleerlingen bij burgers ondergebracht. De eerste rector was Jan van Asten, die echter maar kort in Maastricht bleef. Zijn opvolgers waren Johannes Becx en Laurentius Tholen.
In mei 1578 joeg de militaire gouverneur Willem van Horne de jezuïeten, samen met de franciscanen, de stad uit. Na de verovering door Parma mochten ze in mei 1579 vanuit Luik weer terugkeren. In 1581 werden door toedoen van Lodewijk van Berlaymont, proost van het Sint-Servaaskapittel, twee prebenden van het kapittel overgeheveld naar het jezuïetencollege. Naast de inkomsten van de prebenden, ontving het jezuïetencollege ook subsidie van de stad; tussen 1595 en 1622 naar schatting 20.000 Brabantse gulden (3330 Vlaamse pond). Behalve aan hun eigen college, gaven de paters les aan de Latijnse stadsschool, beide gelegen op eigen terrein en beide door de stad gesubsidieerd. Met name de eigen school voorzag in een grote behoefte en groeide van 150 leerlingen omstreeks 1580 tot 500 in 1595 en 700 in 1619. De lessen vonden plaats volgens de eigen methode Ratio Studiorum van 1599. Verder gaven ze catechismusles, leiden ze retraites en assisteerden ze bij de zielzorg in parochies, met name als predikers en biechtvaders. Aan het klooster waren diverse broederschappen verbonden; begin 17e eeuw zeker vijf. Daarnaast waren er twee studentenfraterniteiten, de ene Latijnstalig, de andere Nederlandstalig. Het aantal paters bedroeg in deze tijd maximaal twaalf, met nog eenzelfde aantal aspirant-paters en lekenbroeders.
Na de inname van Maastricht door Parma speelden de jezuïeten en hun college een belangrijke rol bij de rekatholisering van de bevolking. Het jezuïetencollege werd uitgebreid in 1592, 1597 en 1600. In 1593 schonk Agnes van Bylandt het adellijke huis de Poort van Rymborch (ook Poort van Gronsveld genoemd,) aan de jezuïeten. Daarmee kregen dezen een aanzienlijk deel van de Bredestraat in handen, in feite het hele blok tussen de Wolfstraat en de Heggenstraat. In 1595 verhuisden de vijf klassen van het college naar de Poort van Rymborch op de hoek Bredestraat/Heggenstraat. De grootste omvang bereikte het college tijdens het Twaalfjarig Bestand (1609-21) met circa 700 leerlingen, waarvan een deel afkomstig was uit Wallonië. In 1616 waren er zes klassen, in 1628 zeven, elk met zijn eigen vaandel.

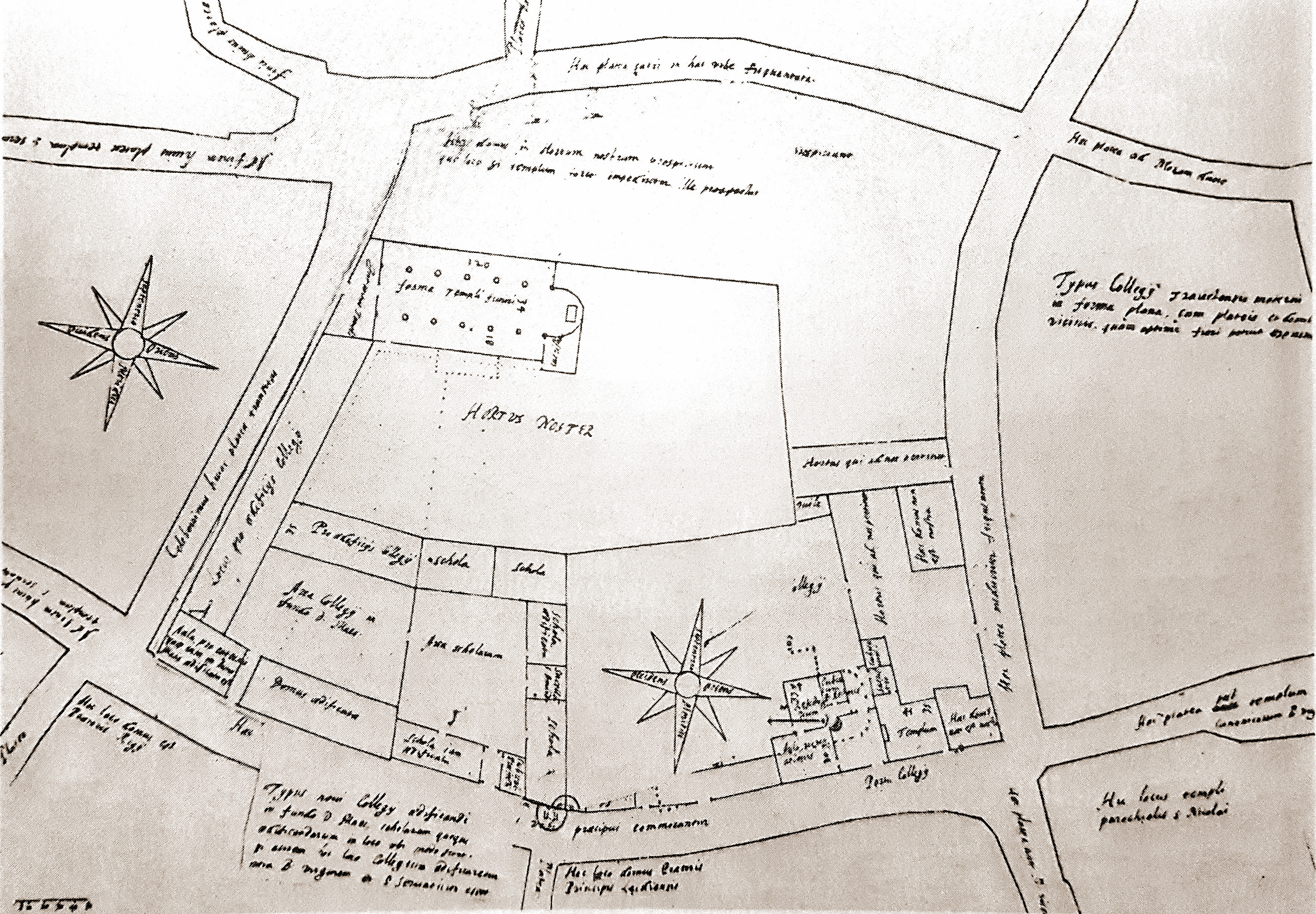
Plattegrond jezuïetencomplex, ca. 1595

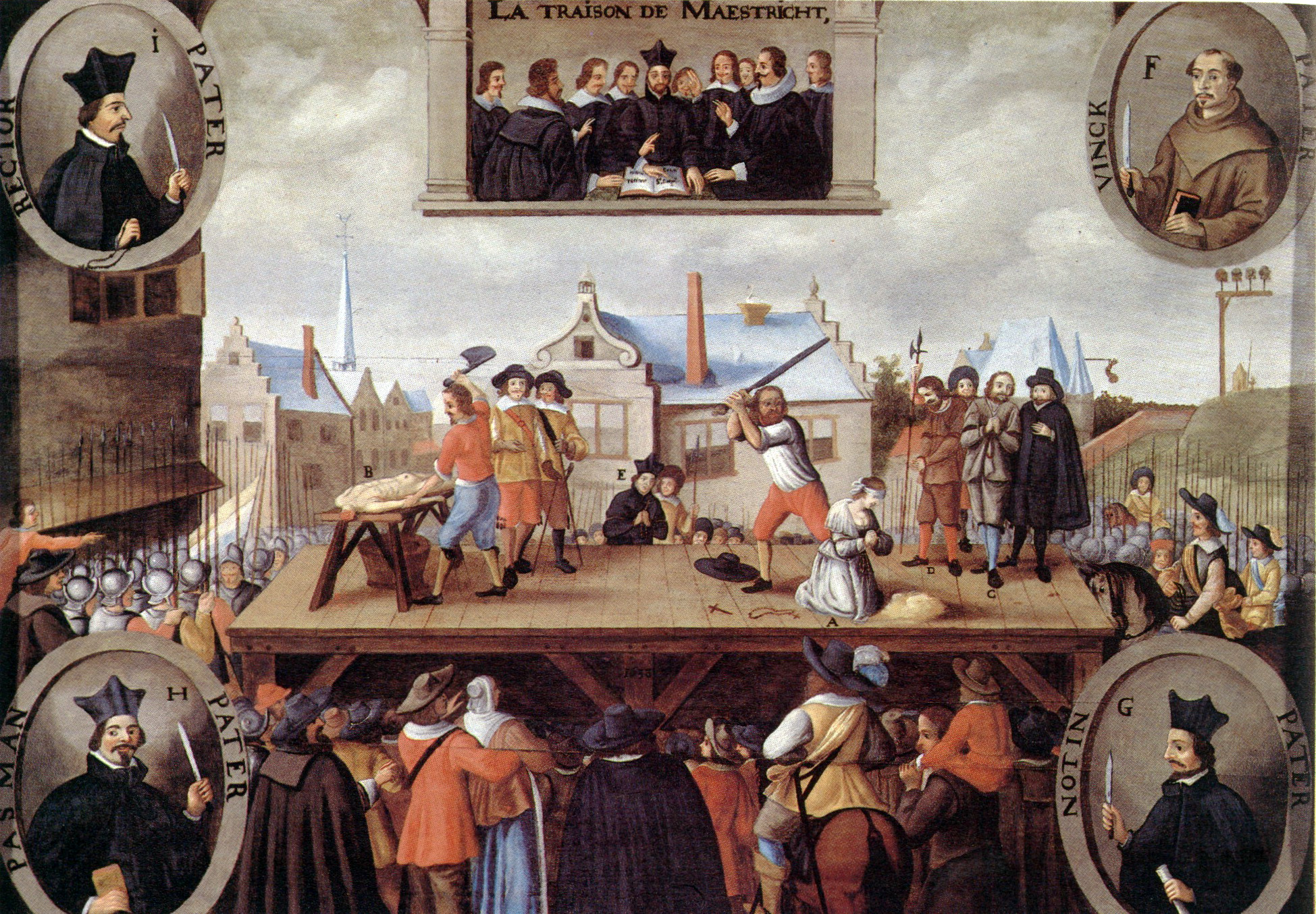
Het verraad van Maastricht (1638). Linksboven rector Boddens. Beneden: pater Nobin en Pasman

Op een plattegrond van Simon de Bellomonte uit 1587, de oudste van Maastricht, is het jezuïetencomplex ingeschetst met onder andere een klooster ("patres"), een kerkje ("templum novum") en een enorme tuin ("hortus collegii"). Het kerkje bevond zich aan de Bredestraat, nabij de hoek van het Onze Lieve Vrouweplein, tegenover de Sint-Vincentiuskapel. Later werd deze locatie aangeduid als 'sodaliteit', waarschijnlijk de plek waar de diverse broederschappen bijeenkwamen. Op een plattegrond uit omstreeks 1595 is een niet gerealiseerde kerk ingetekend aan de Heggenstraat. Voor de nieuwe kerk werden diverse ontwerpen gemaakt en afgekeurd, maar uiteindelijk werd tussen 1606 en 1614 het ontwerp van Peter Huyssens uitgevoerd. Huyssens was in 1598 bij het Maastrichtse klooster ingetreden, en zou later nog diverse andere barokkerken elders in de Zuidelijke Nederlanden bouwen. op 30 juni 1606 werd de eerste steen gelegd door de Spaanse veldheer Ambrogio Spinola. In 1614 werd de kerk gewijd aan de heiligen Petrus en Paulus. Het tongewelf was oorspronkelijk beschilderd met voorstellingen van heiligen, maar werd omstreeks 1750 vervangen door een barok stucplafond. De sacristie lag aan de oostkant van de kerk aan de Bredestraat. Op deze plek zou het geboortehuis van Lambertus hebben gestaan. Tussen de sacristie en de oude kapel op de hoek van het Onze Lieve Vrouweplein lag een kleine, met zuilen omgeven binnenhof, atrium genoemd.
De rol van de jezuïeten veranderde niet wezenlijk toen de stad in 1632 door de Staatse troepen van Frederik Hendrik werd veroverd, maar enkele jaren later werden drie jezuïeten, waaronder de rector van het college, beschuldigd en terechtgesteld wegens het verraad van 1638. Als gevolg daarvan werden de jezuïeten een jaar later uit de stad verbannen. Slechts één pater mocht blijven die, geholpen door een broeder, enige zielzorg uitoefende en op de gebouwen paste. De kerk werd van 1642 tot 1673 gebruikt door de Waalse gemeente. De verbanning van de jezuïeten duurde 34 jaar. In 1673 werd Maastricht veroverd door Lodewijk XIV, die de jezuïeten hun bezittingen teruggaf. Precies een eeuw later werd de orde opgeheven door paus Clemens XIV. Het klooster telde toen tien paters, vier aspirant-paters en vijf broeders. Het college telde vijf klassen.
Op 15 september 1774 was de financiële afwikkeling geregeld en verlieten de jezuïeten Maastricht. Hun bezittingen werden verkocht en brachten 8000 rijksdaalder op. In 1786 stonden de Staten de gebouwen af aan de stad, ter compensatie van de drukkende last van het garnizoen. De stad schreef nog in hetzelfde jaar een "concours" (wedstrijd) uit om tot het beste inrichtingsplan te komen voor het gebied, wellicht in navolging van een soortgelijke wedstrijd in Luik in 1779. Winnaar van het Maastrichtse concours was Mathias Soiron. Van hem was het plan om een deel van het jezuïetencollege af te breken voor de aanleg van een nieuwe straat (de Heerenstraat, later Minckelersstraat). Aan de noord- en oostzijde van de kloosterkerk kwam een tweede nieuwe straat (Achter de Comedie), waarvoor een deel van de kloostervleugel, de sacristie en het atrium tussen de kapel en de kerk moesten wijken.
De kerk zelf werd in 1788 overgedragen aan de Sociëteit tot Oprichting van een Schouwburg, die het gebouw door Mathias Soiron liet verbouwen tot theater. De ingang werd verplaatst van de westzijde (Minckelersstraat) naar de oostzijde (thans: Achter de Comedie), waar een nieuw entreegebouw werd gerealiseerd. De gevel was versierd met een Dorische zuilengalerij. Deze entree werd in 1877-79 vervangen door het huidige entreegebouw. Ook het interieur werd toen naar het voorbeeld van de Brusselse Muntschouwburg verbouwd, waarna het theater de naam Bonbonnière kreeg. In het huidige theaterinterieur herinnert niets meer aan de voormalige kerkfunctie. De westgevel, die bij eerdere verbouwingen al behoorlijk was verminkt, werd in 1955 hoger opgetrokken om de nieuwe toneeltoren te herbergen en is sindsdien vrijwel onherkenbaar als barokke kerkfaçade. De Bonbonnière bleef tot de oplevering van het Theater aan het Vrijthof in 1992 in gebruik als stadsschouwburg.

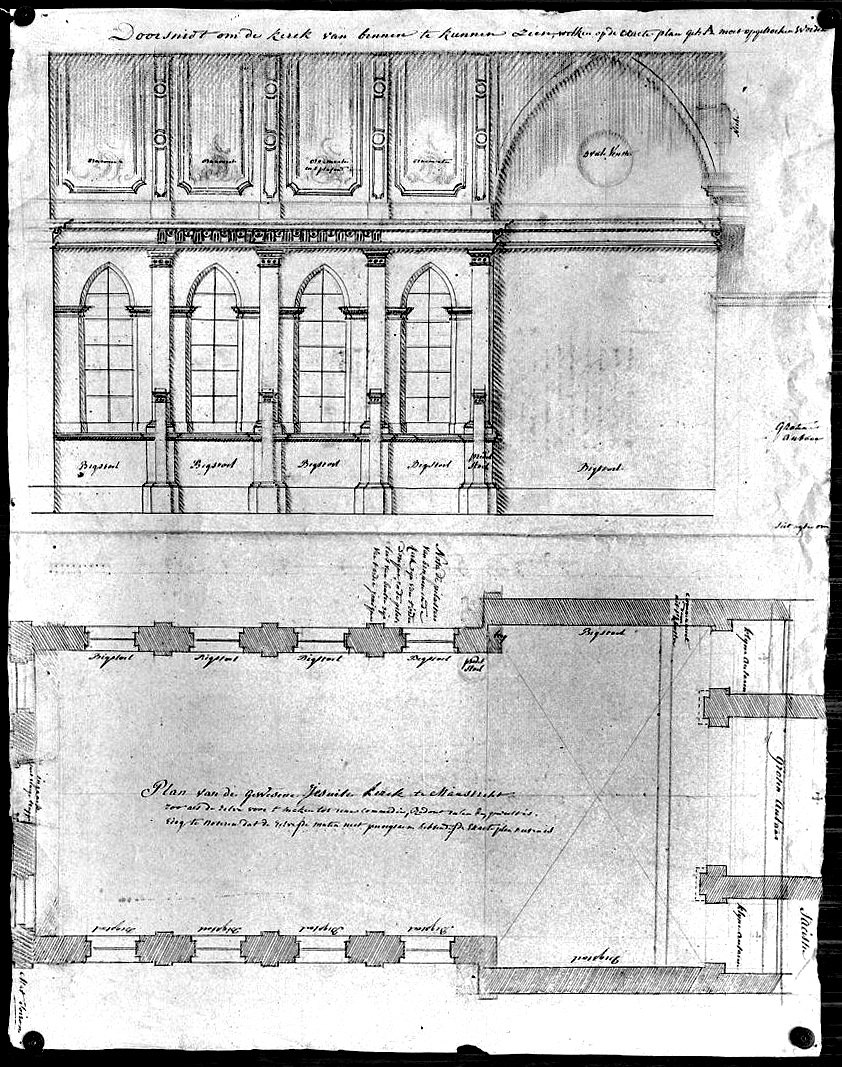
Soiron's plan voor de nieuwe schouwburg
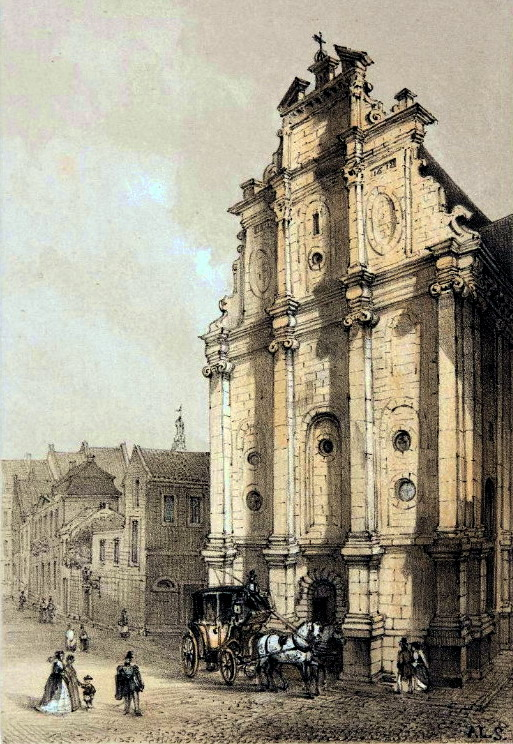
Westgevel van de kerk van Huyssens, ca. 1850
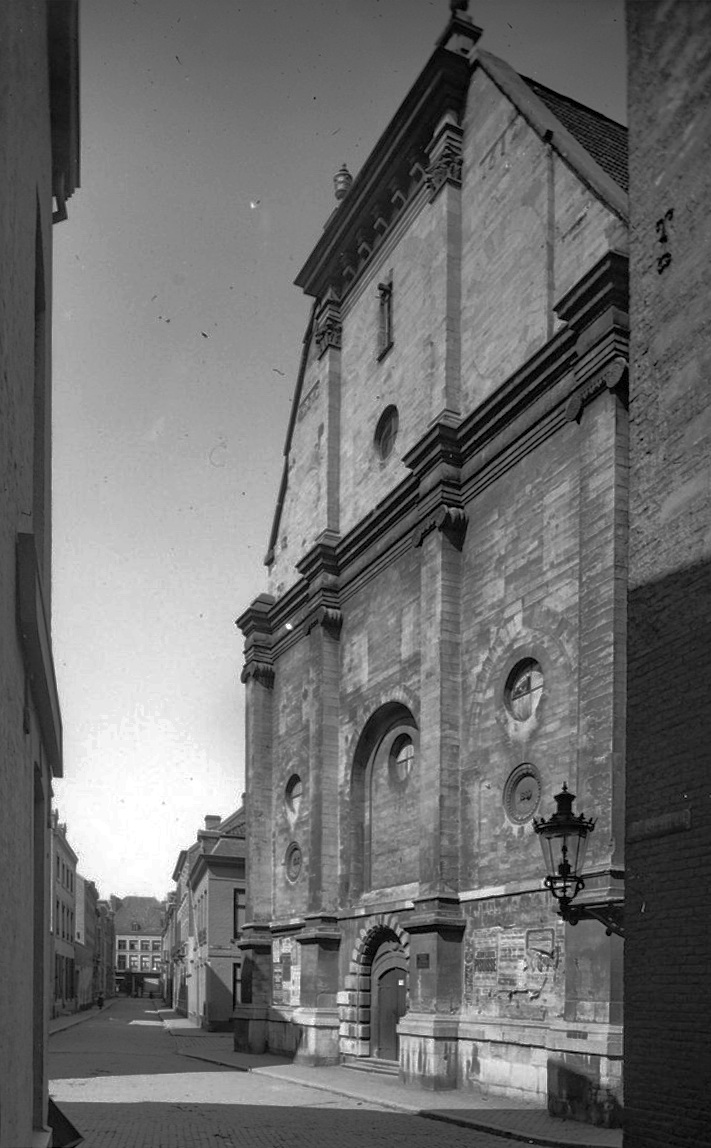
Dezelfde gevel in 1939
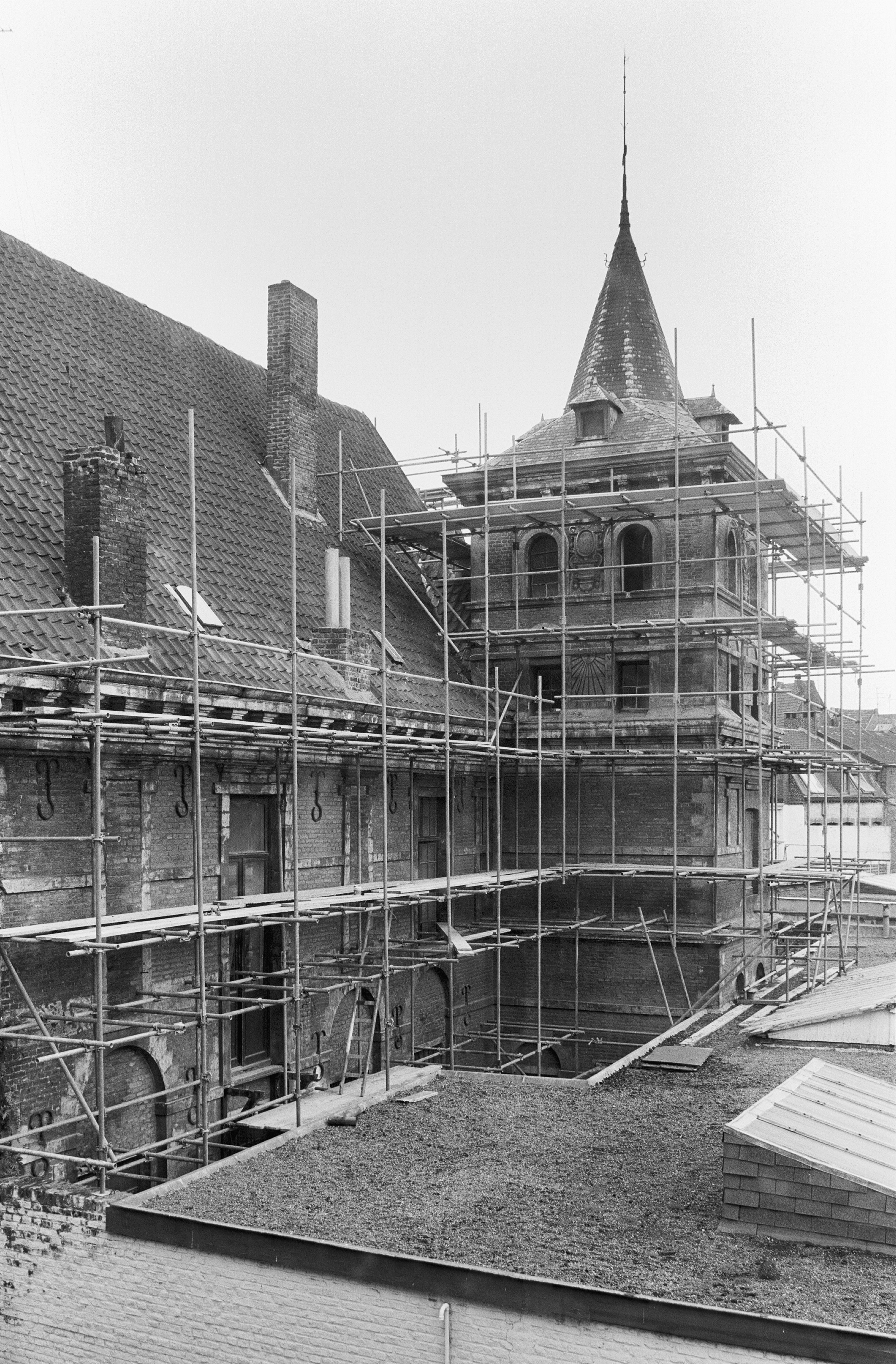
Restauratie kloostervleugel, 1977-78

## Bekende alumni Jezuïetencollege
- Cornelius a Lapide (1567-1637), hoogleraar Leuven en Dowaai
- Andreas Creusen (1591-1666), bisschop van Roermond en aartsbisschop van Mechelen
- Hendrik Jan Kerens (1725-1792), bisschop van Roermond, Wiener Neustadt en Sankt Pölten
- Charles Clément Roemers (1748-1838), jurist en politicus

## Cultureel erfgoed

### Kloosterkerk
De door Peter Huyssens ontworpen barokke Jezuïetenkerk uit 1606-14 was een ruime zaalkerk van 37 m lang en 12 m breed. De oorspronkelijke plattegrond toont één enkel schip, een transept dat eerder op een pseudotransept lijkt en een vrij klein koor met twee zijkapellen. Op de noordwestelijke hoek stond oorspronkelijk een vierkante traptoren, in 1615 voltooid. De gevels zijn van Zichener mergelsteen op een plint van Naamse steen.
De kerk is in de loop van drie eeuwen sterk aangepast. De gevel aan de Bredestraat heeft de minste wijzigingen ondergaan, hoewel aan deze kant sinds enkele jaren winkeletalages het aanzicht op straatniveau bepalen. De rijk geprofileerde kroonlijst, die ondersteund wordt door pilasters met Ionische kapitelen, is hier nog helemaal intact. Aan de gehavende zuidzijde is de hele geschiedenis van het gebouw af te lezen. Te zien is hoe de barokke kerkramen zijn ingevuld met mergelblokken. In de gevel van het dwarsschip zijn de contouren van het klooster af te lezen. Blijkbaar was het klooster eerder klaar; de bakstenen zuidgevel van het klooster werd bij de bouw van de kerk opgenomen in de noordgevel van het transept. Bij het schip ontbreekt aan de noordzijde een pilaster en de helft van de kroonlijst. Deze moesten wijken bij de bouw van de toneeltoren in 1955. De westgevel, die in de 18e en 19e eeuw al zeer was verminkt, werd in 1955 aanzienlijk verhoogd ten behoeve van de toneeltoren ontworpen door Frans Dingemans. De gesloten, rechthoekige gevel doet op geen enkele manier meer denken aan de zwierige barokfaçade van weleer. Wel is nog te zien waar zich de vensters en nissen bevonden en zelfs het jaartal 1612 is nog te lezen. De entree is vrijwel ongewijzigd gebleven. Ook de pilasterindeling van de gevel is deels behouden en zelfs uitgebreid, inclusief Ionische en Korinthische kapitelen, waardoor het niet duidelijk is welke origineel en welke kopieën zijn.
Van het interieur van de kerk is vrijwel niets bewaard gebleven (voor meubilair en grafzerken, zie hieronder). Bij de laat-18e-eeuwse verbouwing tot theater zijn de kerkramen dichtgemetseld en is een tussenvloer in het kerkschip aangebracht, waardoor twee verdiepingen ontstonden. Wat er na de verbouwing door Soiron nog van het kerkinterieur over was, is door Rémont in 1877-79 vervangen door typisch laat-19e-eeuwse theaterdecoraties. Ook het barokke stucplafond verdween toen. Wel bleef een 17e-eeuwse eikenhouten trap behouden, die waarschijnlijk afkomstig was uit het klooster en door Soiron werd ingebouwd in het koor van de kerk.

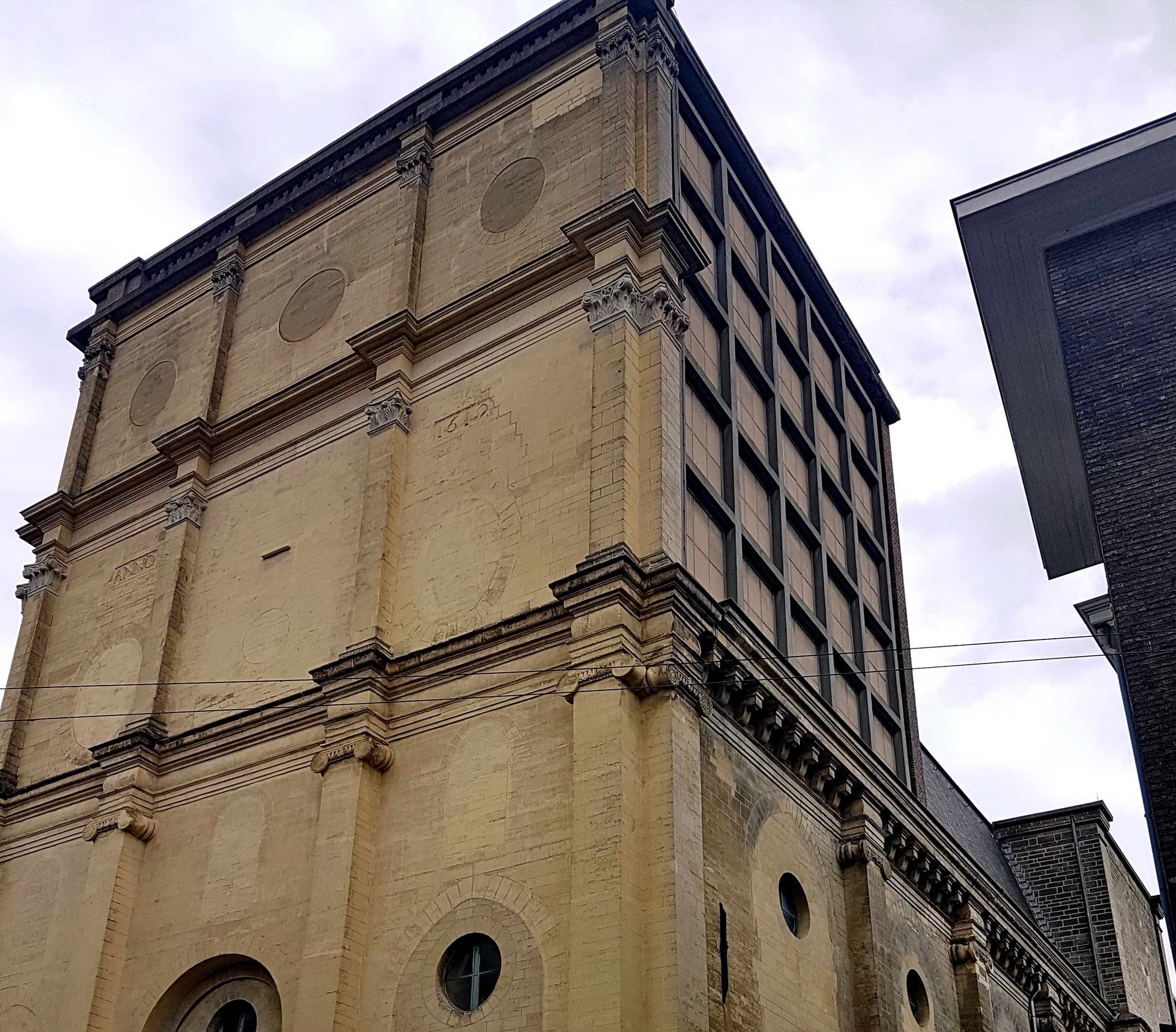
Toneeltoren
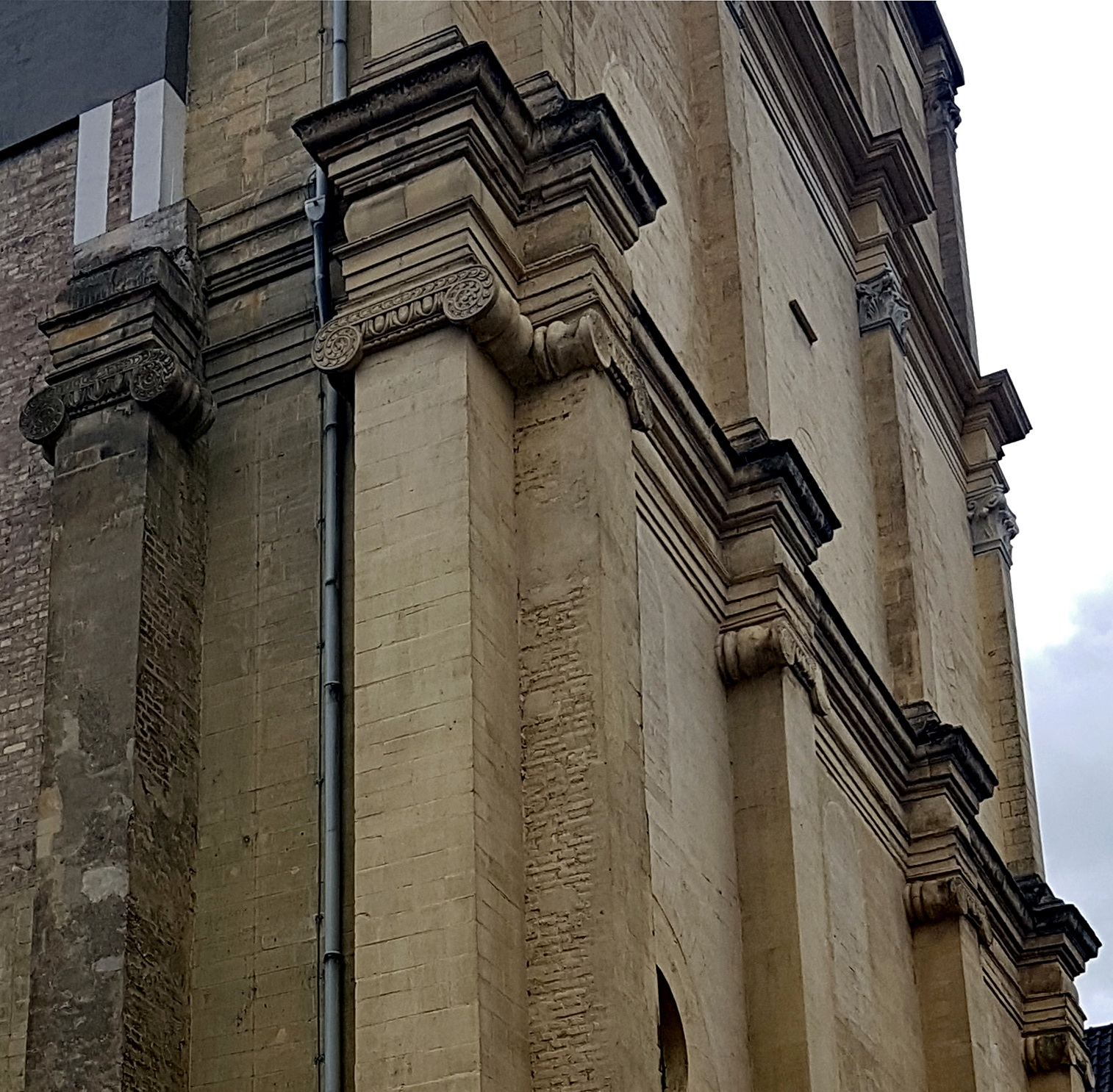
Detail westgevel
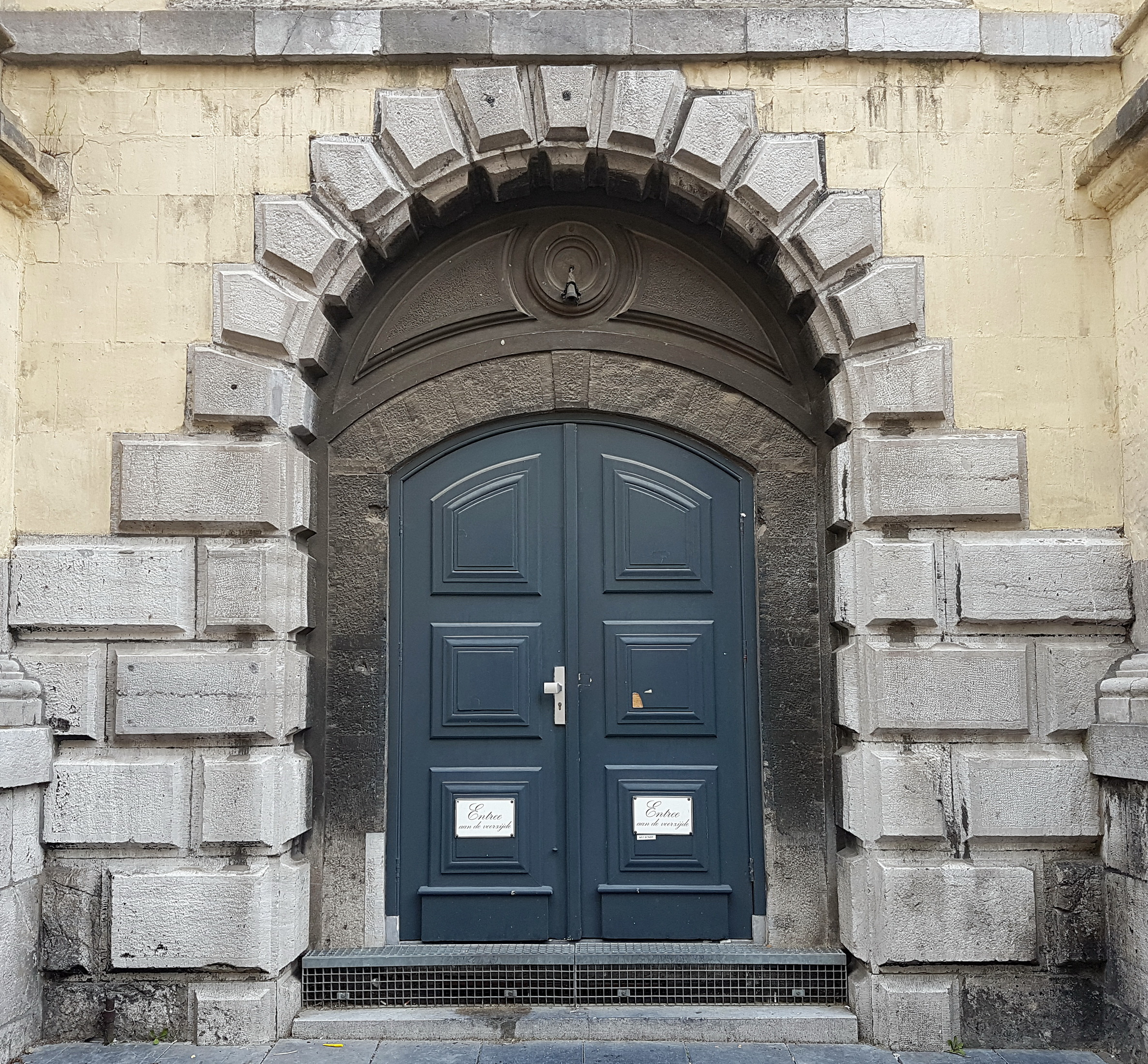
Voormalige hoofdingang
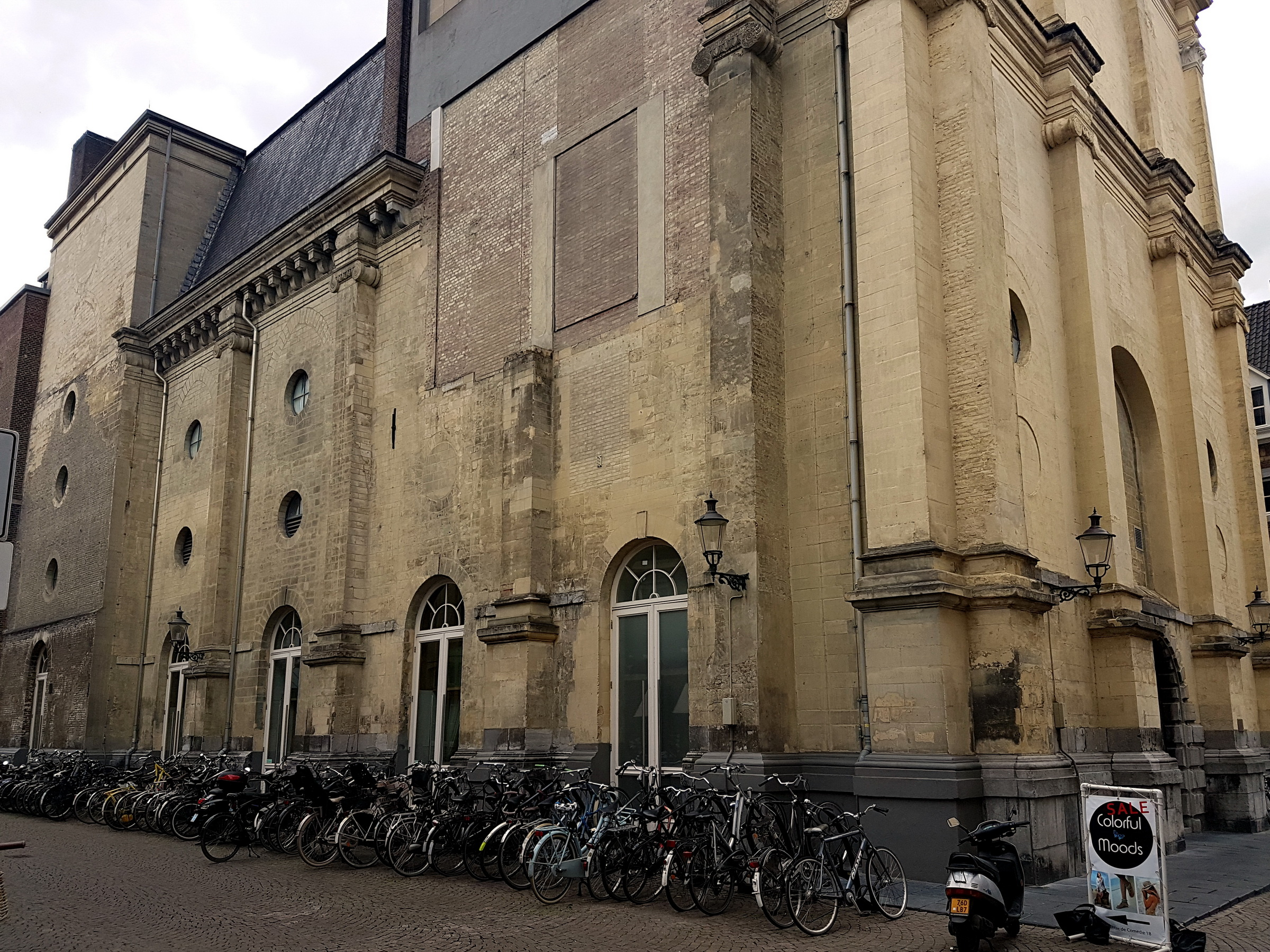
Gehavende noordgevel

### Kloostervleugel
Ten noorden van de kerk ligt een restant van de westvleugel van het voormalige Jezuïetenklooster (Achter de Comedie 14-16). Ooit was hier de refter van het klooster gevestigd. Het gebouw heeft de kenmerken van de Maaslandse renaissancestijl met hoekblokken, horizontale banden, vensteromlijstingen en kroonlijsten op consoles van natuursteen (mergel en Naamse steen). Op de noordoosthoek staat een uitgebouwde, vierkante traptoren uit 1609. Deze stond bekend als de Onze-Lieve-Vrouwetoren. Op het torentje zijn zowel op de zuid- als op de oostgevel identieke zonnewijzers en gevelstenen aangebracht, de laatste in de vorm van cartouches met het jaartal 1609. De kloostervleugel wordt aan de zijde van het Jezuïetenhofje deels aan het zicht onttrokken door een garage en een appartementengebouw uit circa 1980. De zuidgevel aan de straatkant werd opgetrokken in 1787, toen voor de aanleg van de nieuwe straat Achter de Comedie de kloostervleugel moest worden ingekort. De gevel is geel gesausd, waardoor het effect van de horizontale en verticale natuurstenen banden teniet wordt gedaan.

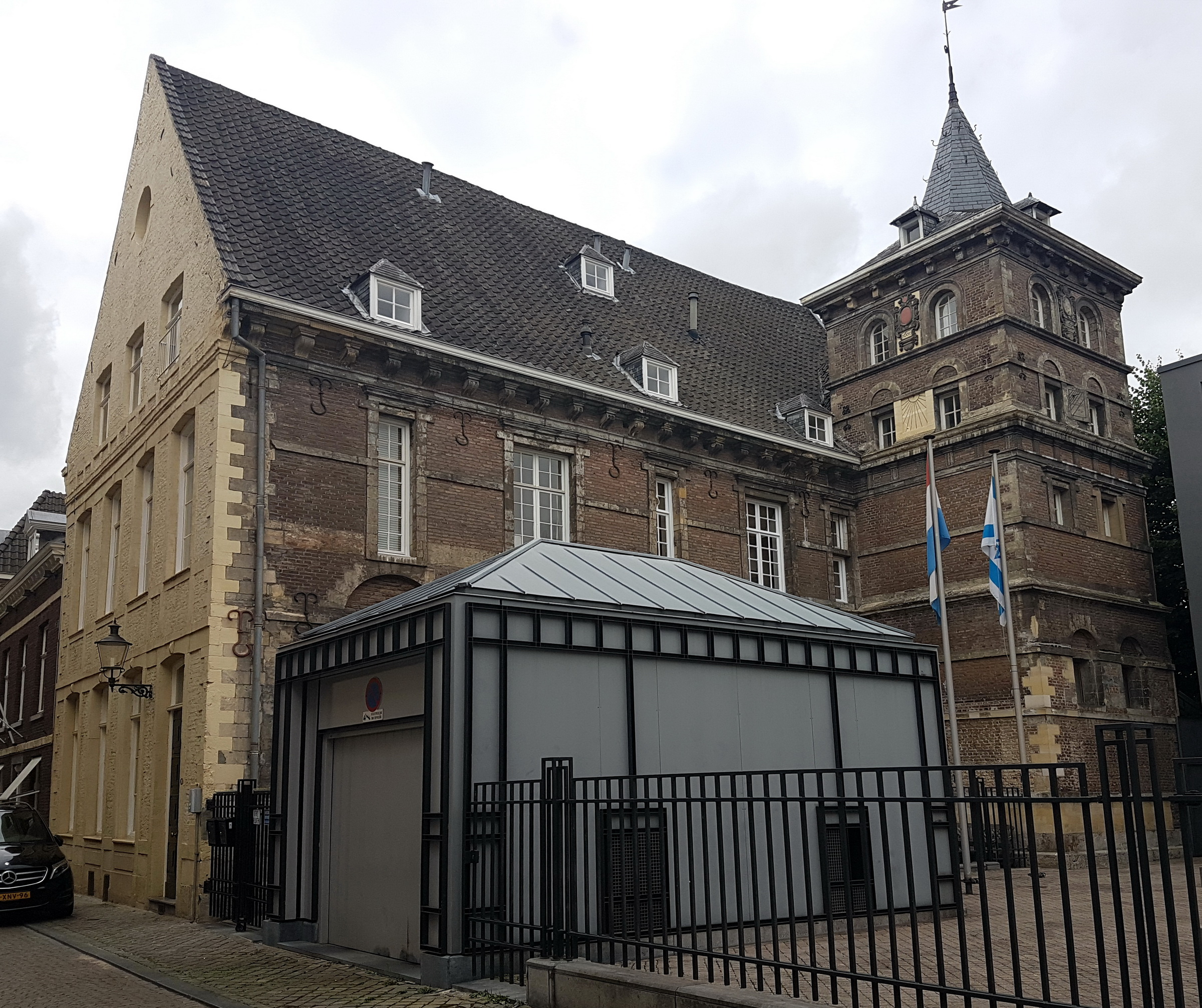
Restant kloostervleugel
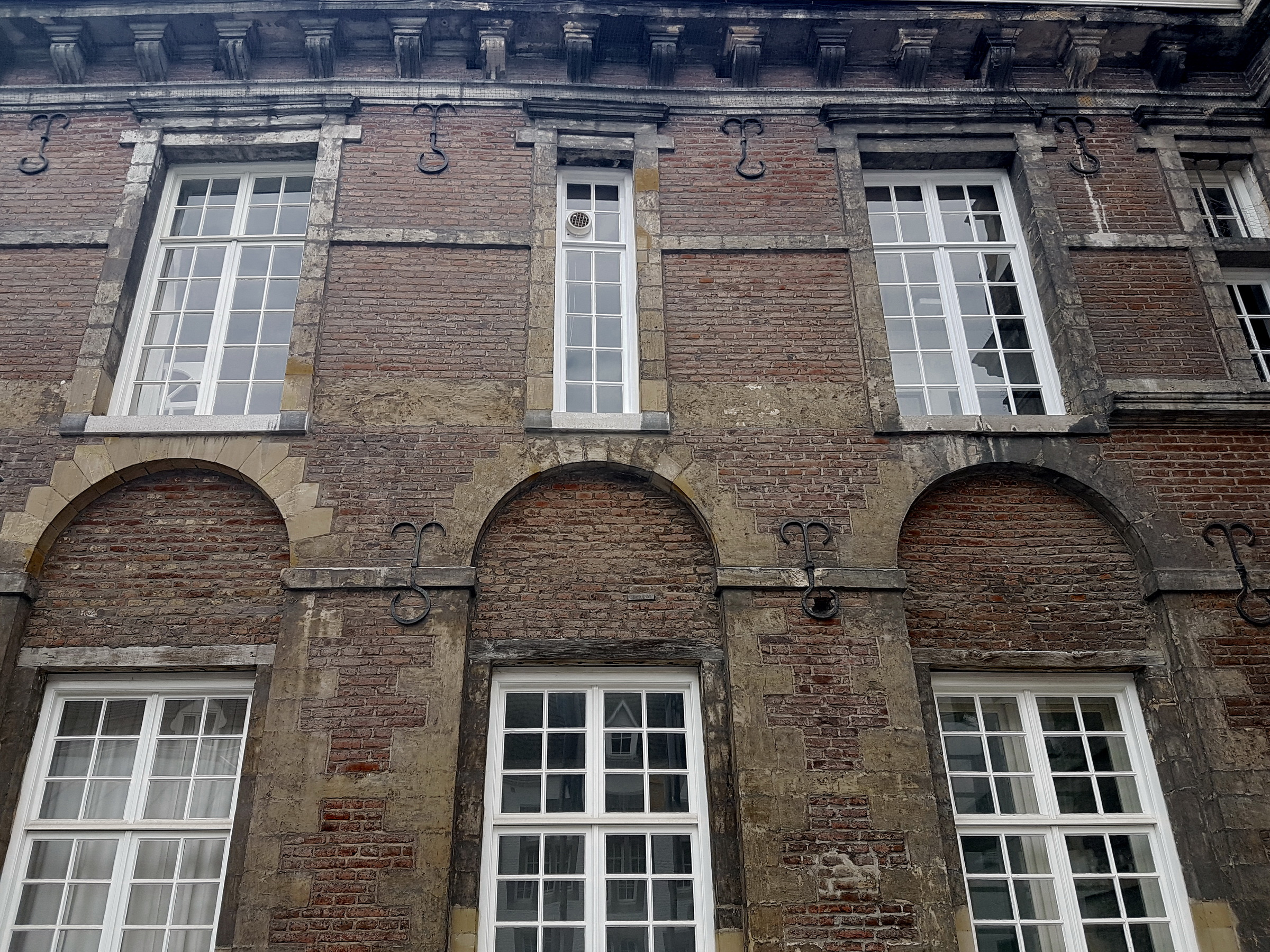
Geveldetail
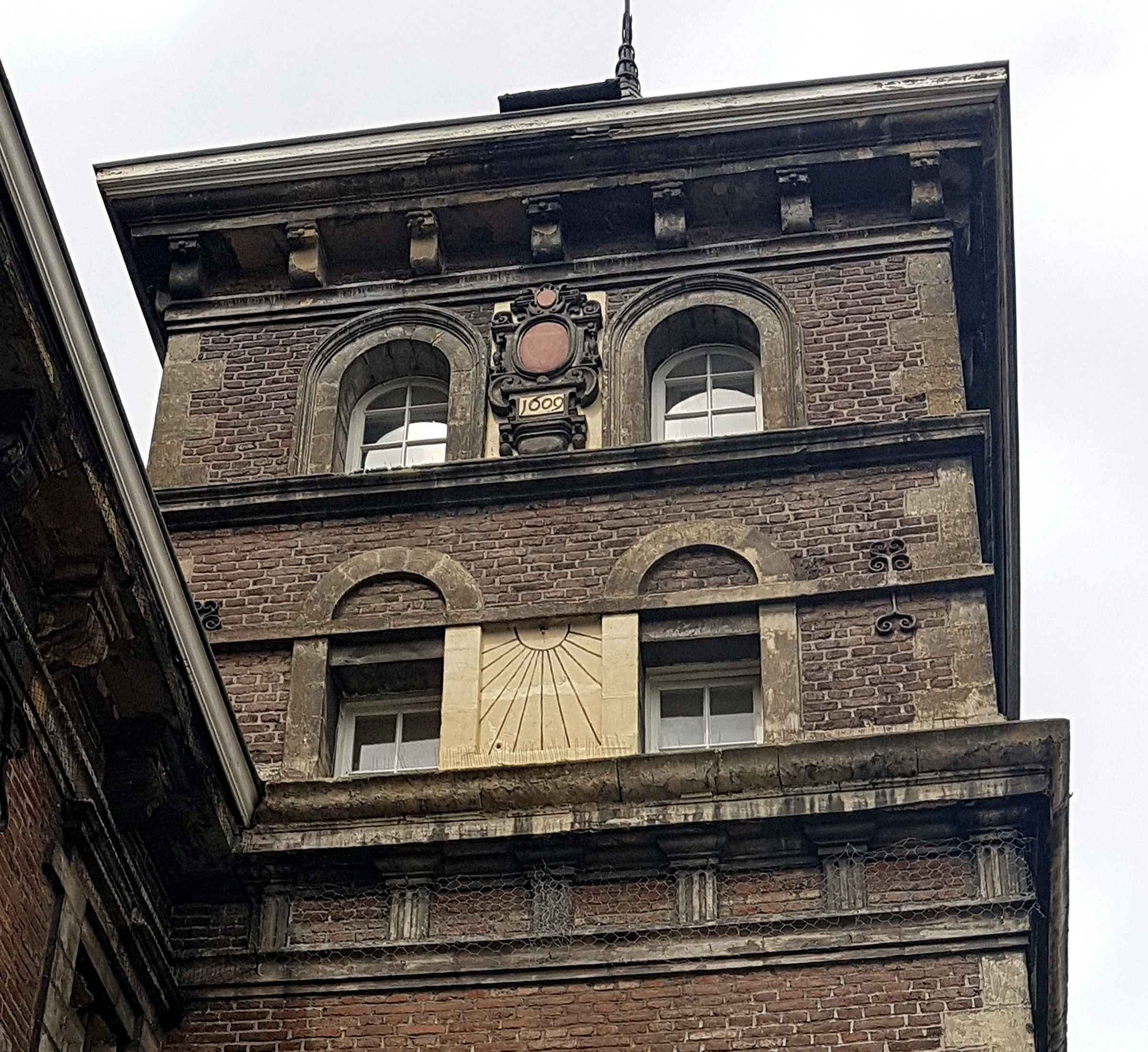
Zuidzijde toren
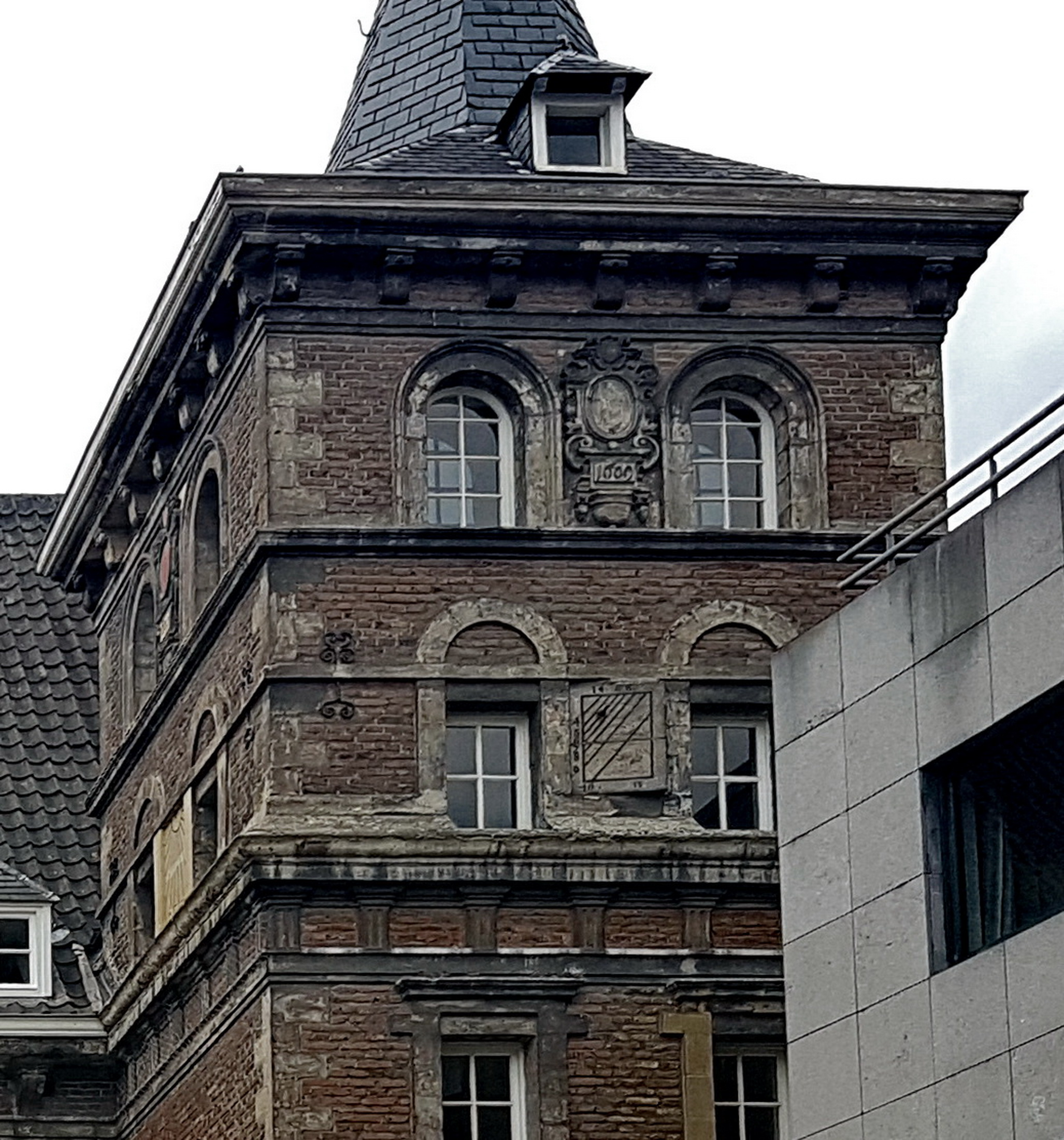
Oostzijde toren

### Jezuïetencollege, Latijnse school en andere gebouwen
Van het eigen college van de jezuïeten is vrijwel niets bewaard gebleven. Het was vanaf 1595 gevestigd in de 'Poort van Rymborch', op de hoek van de Bredestraat en de Heggenstraat. Op de plattegrond van 1787 (hierboven) is te zien dat het college deels in het huis zelf gevestigd was, deels in panden aan de oostzijde van de ommuurde hof. Die laatste panden zijn gesloopt bij de aanleg van de Minckelersstraat. Aan de kant van de Heggenstraat bevindt zich een sterk gewijzigde koetspoort, die mogelijk uit de 16e eeuw dateert. Onder het imposante pand aan de Bredestraat, gebouwd in het begin van de 18e eeuw, bevindt zich een middeleeuwse kelder, deels gebouwd van kolenzandsteen.

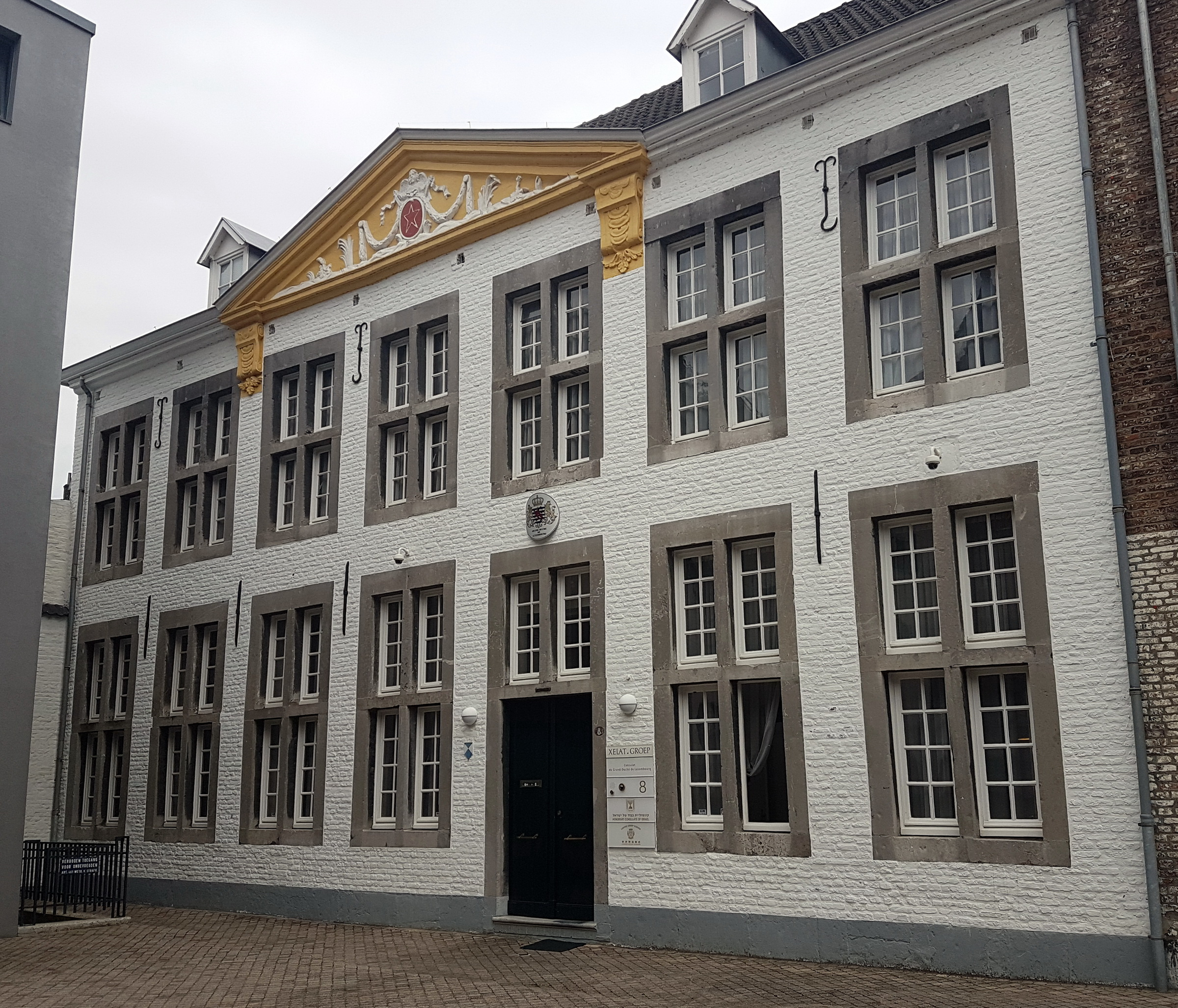
Latijnse school

De Latijnse school (Achter de Comedie 8) ligt tegenover de kloostervleugel aan een kleine binnenplaats, het zogenaamde Jezuïetenhofje. Het gebouw dateert mogelijk uit 1729, maar waarschijnlijker uit 1787. In het eerste geval vond in 1787 een ingrijpende verbouwing plaats. Het is een ondiep gebouw met een brede gevel met kruiskozijnen en zware vensteromlijstingen van Naamse steen. De vreemde aanhechting van het fronton door middel van consoles die tussen twee vensters zijn gepropt, lijkt te wijzen op een latere toevoeging. De stadsengel en het stadswapen in het fronton maken duidelijk dat hier een stedelijke instelling is gevestigd.
Tegenover de ingang van de Bonbonnière liggen vier panden op gronden die tot het bezit van de jezuïeten behoorden. Van zuid naar noord: Onze Lieve Vrouweplein 29 en Achter de Comedie 2-4-6. Eerstgenoemd huis staat op de plek waar de eerste kapel van de jezuïeten stond, later sodaliteit genoemd (zie plattegrond hierboven). Het is waarschijnlijk omstreeks 1775, kort na de verkoop van de kloostergoederen, gebouwd. Het huis heeft een fraaie gevel aan het Onze Lieve Vrouweplein in Lodewijk XVI-stijl met Franse hekjes voor de ramen. Van de andere panden, kleiner en eenvoudiger, is de oorspronkelijke functie onbekend. Bij de aanleg van de straat in 1787 kregen ze nieuwe gevels.

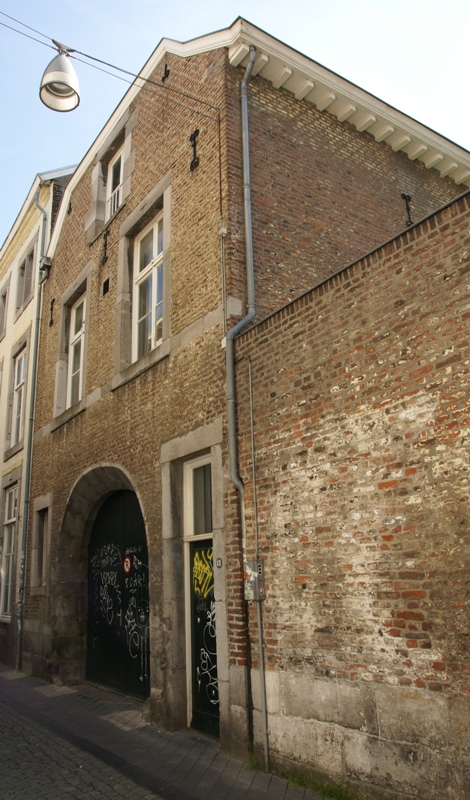
Heggenstraat 13: Poort van Rimburg
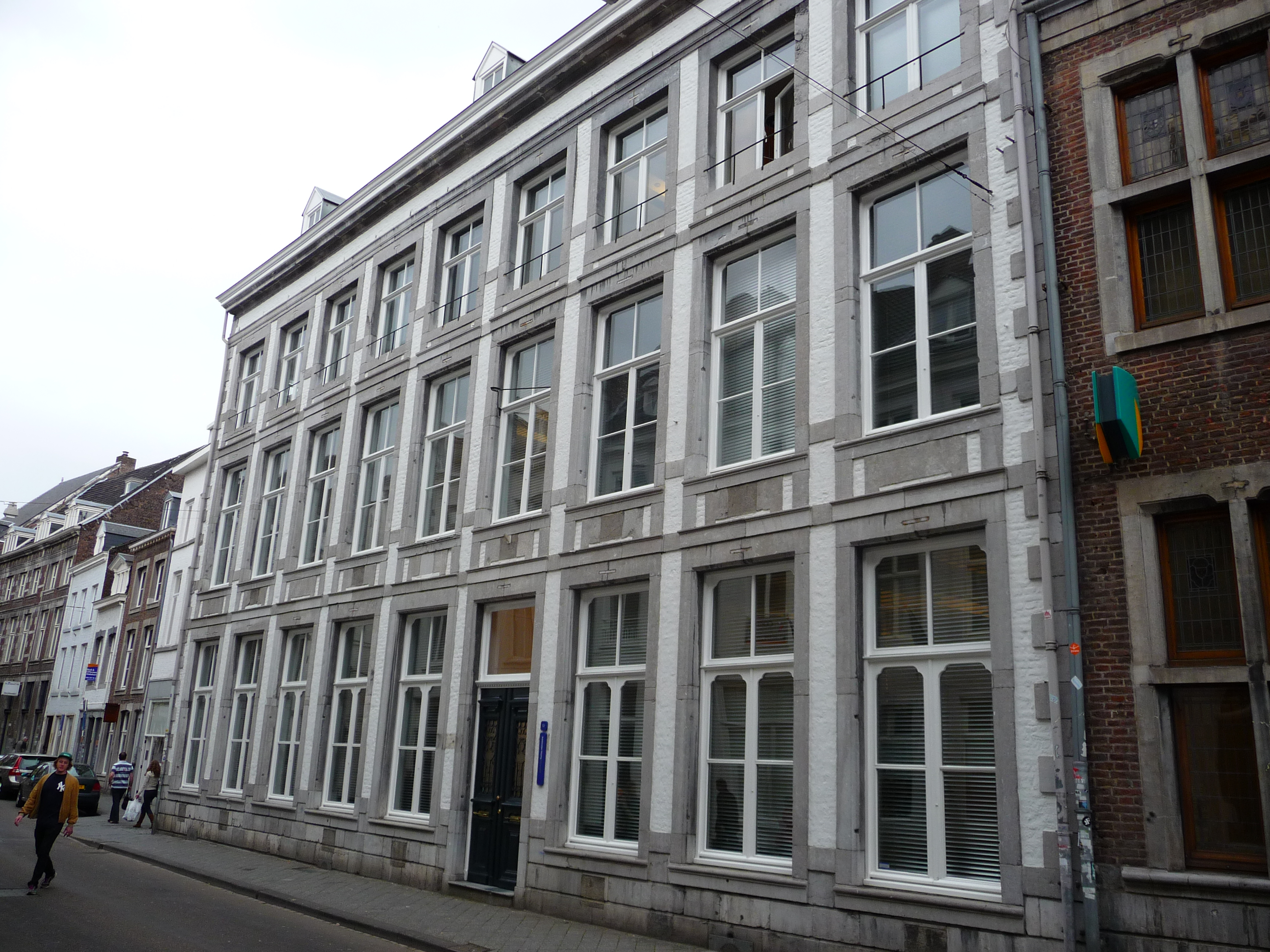
Bredestraat 12: Poort van Rimburg
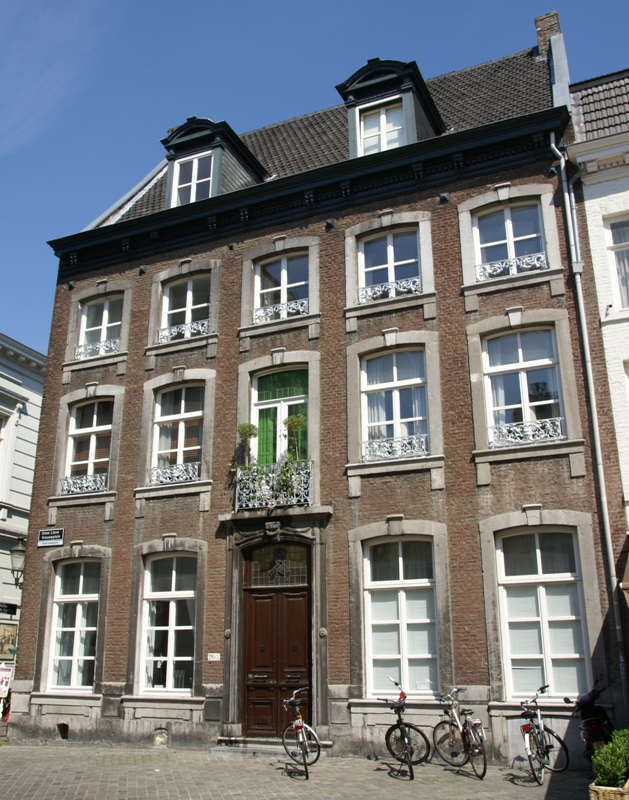
Onze Lieve Vrouweplein 29
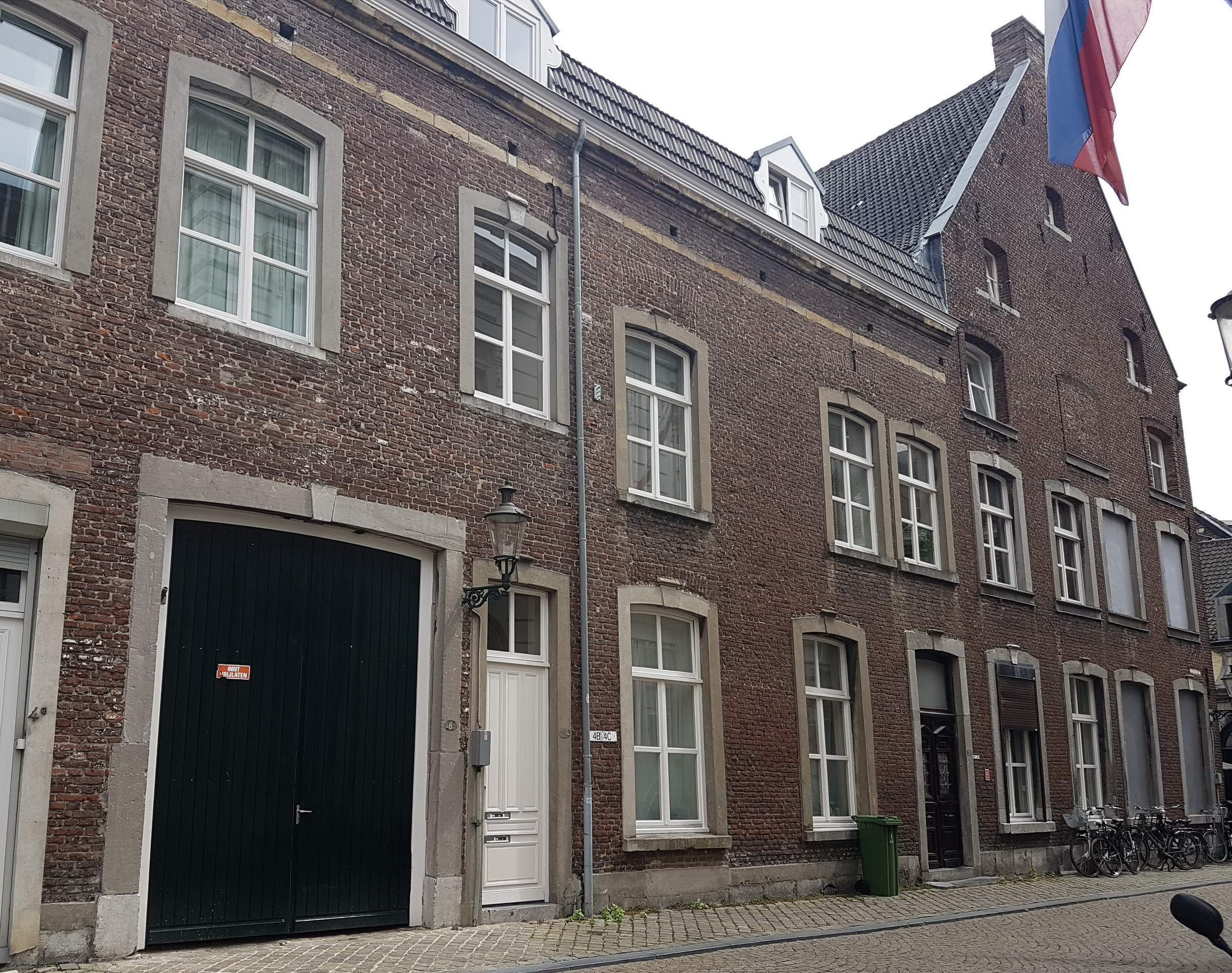
Oostzijde Achter de Comedie

### Overig erfgoed
De vijf barokke biechtstoelen, die slechts enkele jaren in de Jezuïetenkerk hebben gestaan (van circa 1767 tot 1773), kwamen via de Sint-Nicolaaskerk in 1837 in de Onze-Lieve-Vrouwekerk terecht. De preekstoel en het voormalige hoogaltaar in die kerk, in sommige bronnen genoemd als afkomstig uit de jezuïetenkerk, blijken daar nooit gestaan te hebben. Mogelijk komen wel enkele schilderijen in de kerk uit het bezit van het jezuïetenklooster.
Van de circa 3500 banden tellende boekencollectie van het klooster zijn slechts enkele exemplaren bewaard gebleven in de collectie van de Stadsbibliotheek. Daarnaast bevindt zich van deze bibliotheek in het Regionaal Historisch Centrum Limburg een handgeschreven catalogus uit 1733.
In een muur van het Tweede Jezuïetenklooster aan de Tongersestraat zijn drie 18e-eeuwse grafzerken te zien van Maastrichtse jezuïeten, die afkomstig zijn uit de kerk aan de Bredestraat. Na het gereedkomen van de Tweede Jezuïetenkerk in 1871 verhuisden ze daar naartoe. Toen deze kerk in 1976 werd gesloopt, werden de zerken ingemetseld in een muur langs het parkeerterrein, vergezeld van een plaquette met uitleg. Niet zeker is wat gebeurd is met de ongetwijfeld fraaie grafzerk van Frederik Magnus van Salm, militair gouverneur van Maastricht, die in 1673 in de kerk begraven werd (tijdens het intermezzo als Waalse kerk).
In het ten zuidoosten van Maastricht gelegen dorp 's-Gravenvoeren (thans Belgische Voerstreek) staat de Hoeve Jezuïetenhof, de zetel van het voormalige leenhof van het Maastrichtse Jezuïetenklooster van 1620-1773. Het poortgebouw van de hoeve dateert deels uit 1644. In de vlakbij gelegen pastorie van de Sint-Lambertuskerk bevindt zich een chronogram uit 1774 met de Latijnse tekst: LaUs sUperIs Cerno DeViCtIs hostIbUs orbeM. De devictis hostibus ("overwonnen vijanden") verwijzen waarschijnlijk naar de jezuïeten, die in 's-Gravenvoeren het recht hadden om cijns te heffen.

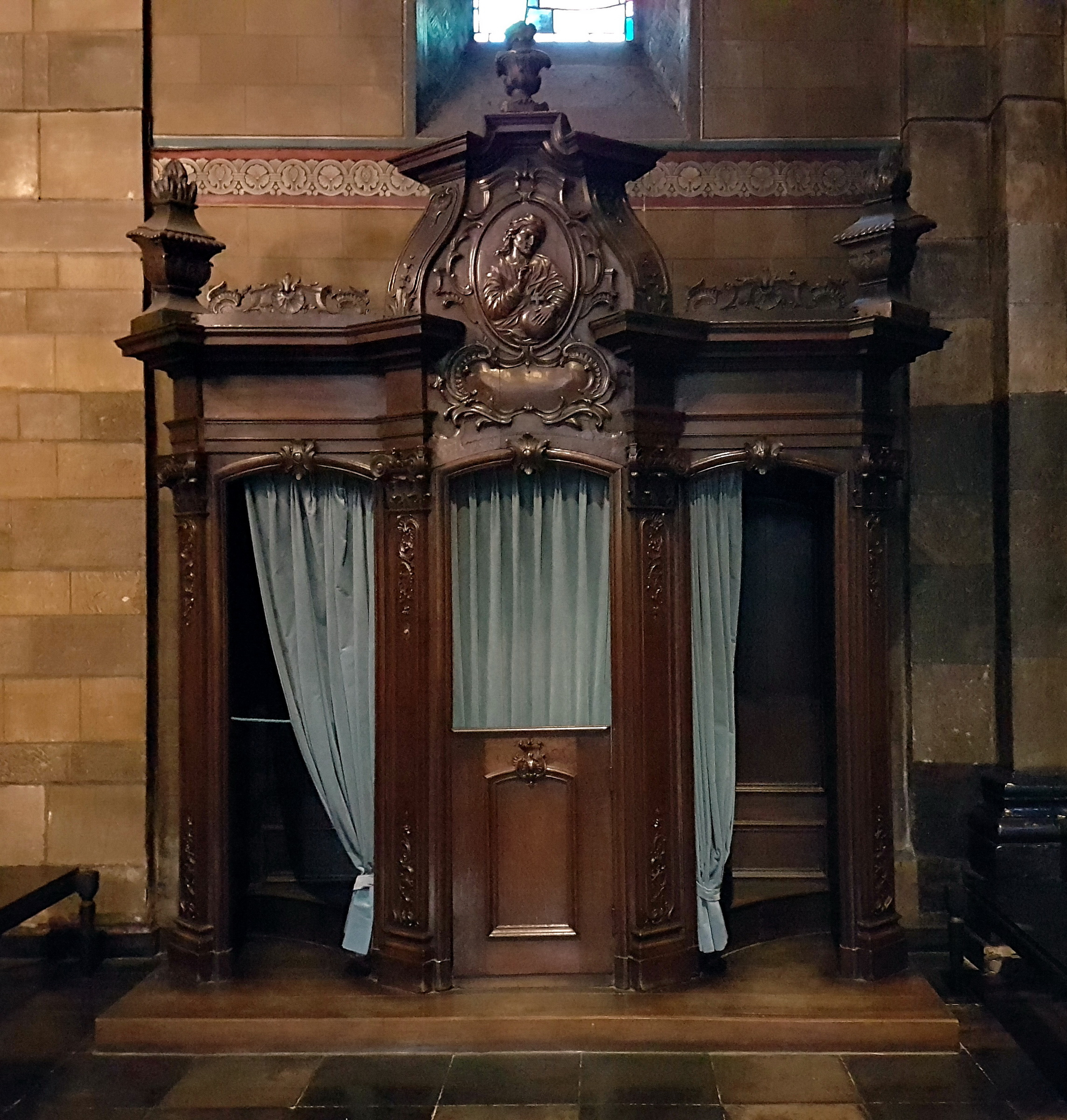
Biechtstoel OLV- basiliek
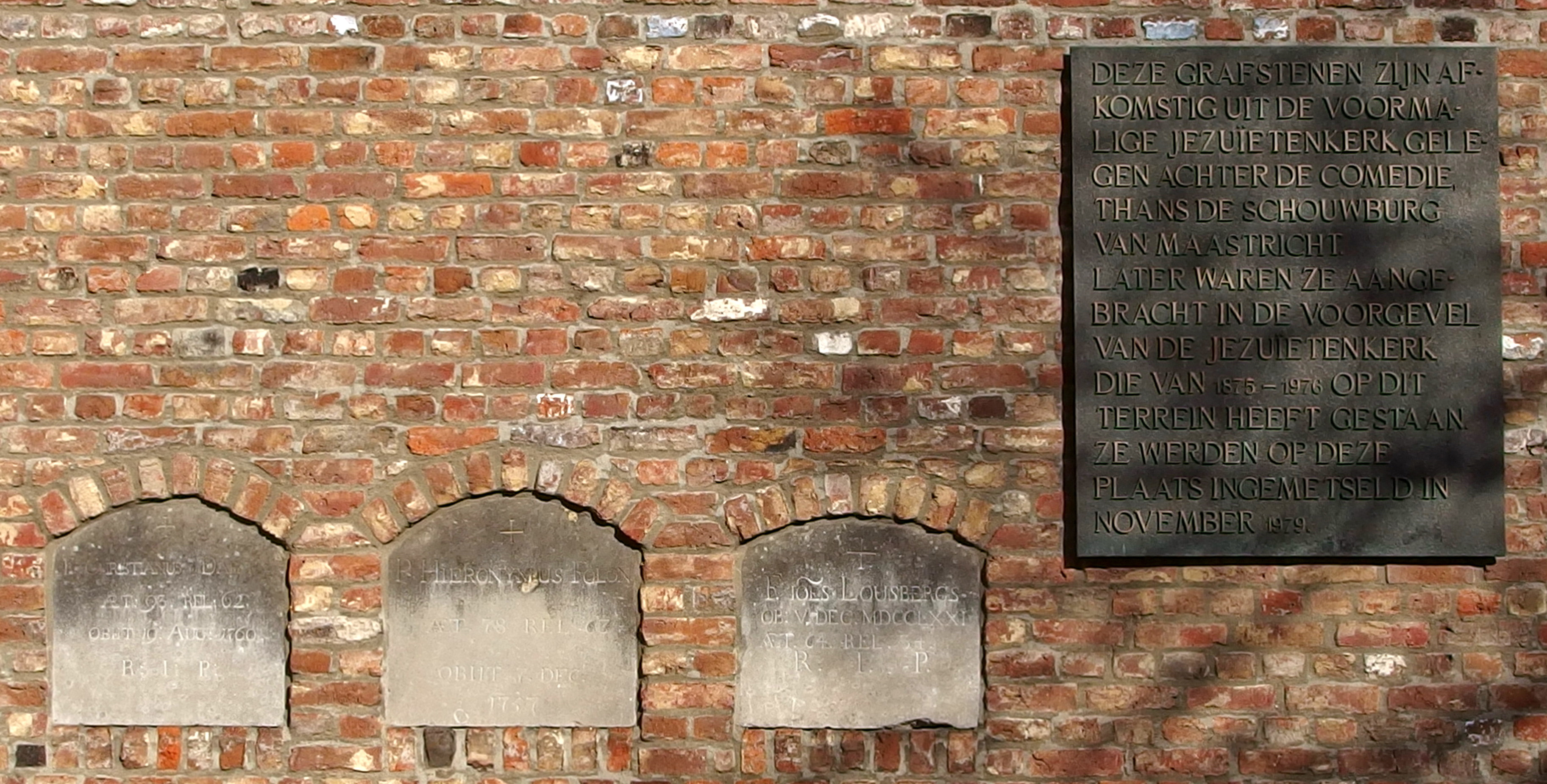
Grafstenen Tongersestraat
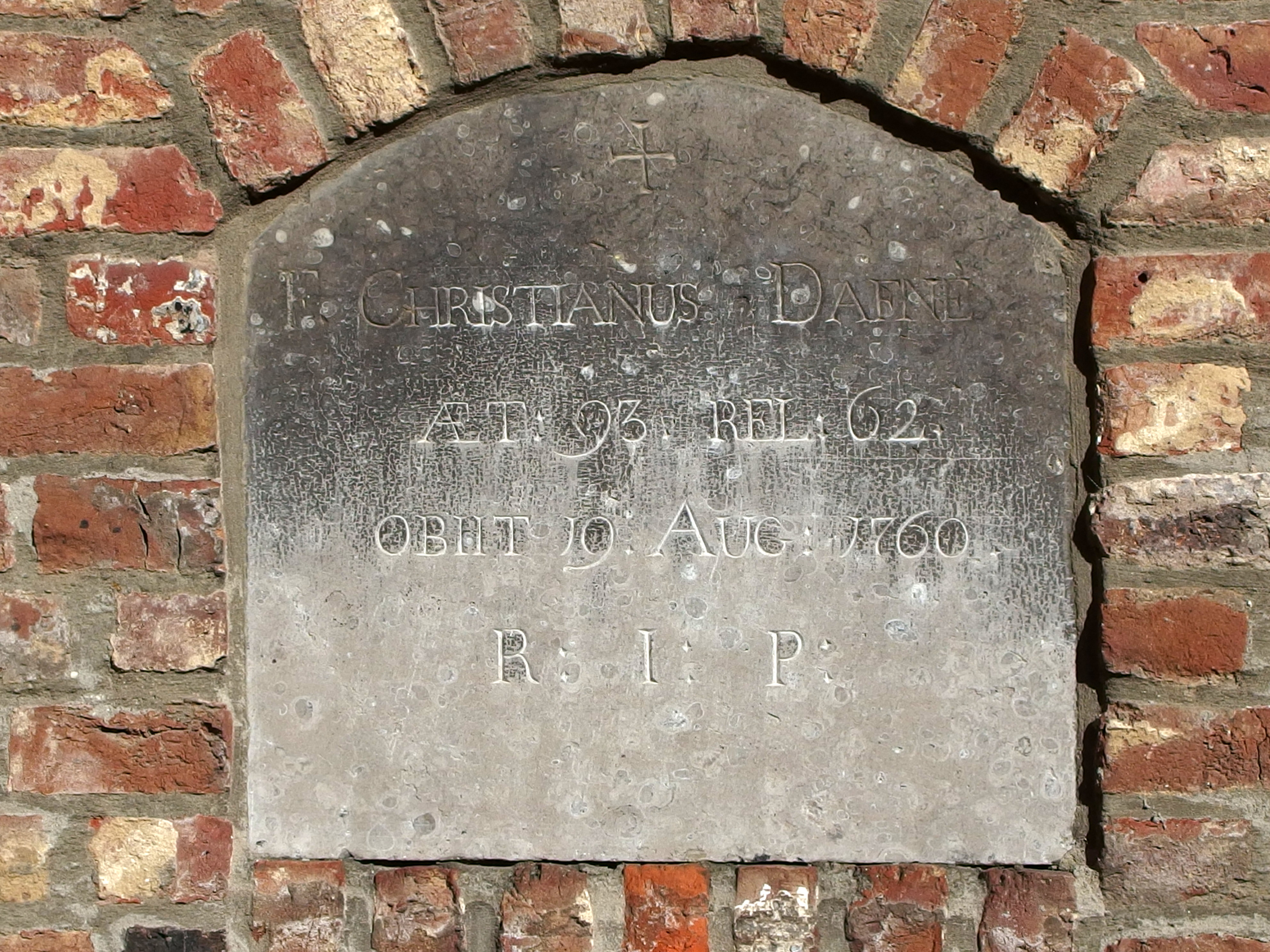
Grafzerk C. Daene († 1760)
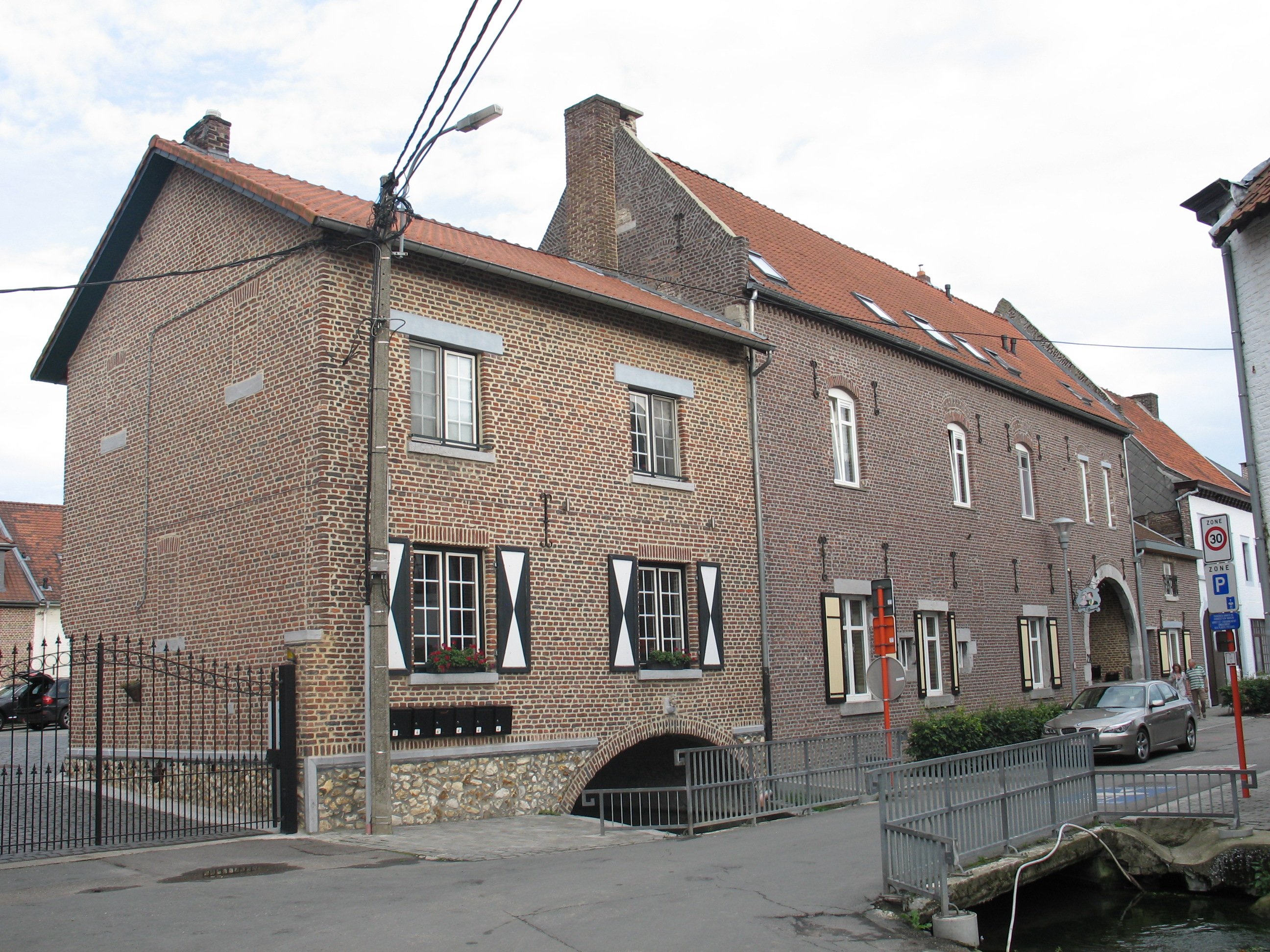
Jezuïetenhof 's-Gravenvoeren

## Kaart
Positionering van het complex van het Jezuïetenklooster op basis van de kaart uit 1786 op een hedendaagse kaart.